# Carica (fisica)
Il termine carica, in fisica, si riferisce a un'osservabile che origina dalla conservazione di numeri quantici. Risale storicamente al VII secolo a.C., quando vennero osservati per la prima volta i fenomeni di elettrostatica legati alla carica elettrica.
Nel formalismo della fisica delle particelle i numeri quantici di carica possono essere invertiti tramite un operatore di carica C.
La carica può essere definita anche con il formalismo della teoria dei campi:
{\displaystyle Q(t)=\int _{V}\mathrm {d} ^{3}x\,j^{0}(x)=\int _{V}\mathrm {d} ^{3}x\left[{\frac {\partial L}{\partial \left(\partial _{0}\varphi _{r}\right)}}\delta \varphi _{r}-f^{0}\right]}
dove t è il tempo, j0 la corrente, L la densità di lagrangiana, φ il campo fisico.
Questa quantità, in base al teorema di Noether, risulta una costante del moto:
{\displaystyle {\frac {\mathrm {d} Q(t)}{\mathrm {d} t}}=\int _{V}\mathrm {d} ^{3}x\;{\frac {\mathrm {d} j^{0}(x)}{\mathrm {d} t}}=-\int _{V}\mathrm {d} ^{3}x\;{\vec {\nabla }}\cdot {\vec {j}}=-\int _{\sigma }\mathrm {d} \sigma \,{\vec {j}}\cdot {\vec {n}}=0}